# سكستوس أفرانيوس بوروس

Burrhus, Nero's Tutor, Prostrating Himself before his Sovereign Lord (Otto Wallgren) - Nationalmuseum

سكستوس أفرانيوس بوروس هو كان قائد الحرس البريتوري في زمن كلوديوس ونيرون، ولد في سنة 1 ميلادية في بلاد الغال، عين كقائد للحرس البريتوري في زمن الإمبراطور كلوديوس في سنة 51، تآمر فيما بعد مع زوجته أغريبينا الصغرى لأجل قتله وتعيين ابنها نيرون كإمبراطور في سنة 54، ساعد نيرون في استقرار الحكم وشاركه في قتل والدته اغريبينا في سنة 59، تخوف نيرون فيما بعد بفضحه في قتل أمه ليقوم باغتياله بالسم في سنة 62 ميلادية ويقوم بتعيين تيغيلينوس مكانه كقائد للحرس البريتوري.